# Senostoma setiventre
Senostoma setiventre är en tvåvingeart som först beskrevs av Malloch 1930.  Senostoma setiventre ingår i släktet Senostoma och familjen parasitflugor. Inga underarter finns listade i Catalogue of Life.